# Year of the Dog
Pour plus de détails, voir Fiche technique et Distribution.
Year of the Dog est un film américain réalisé par Mike White, sorti en 2007.

## Synopsis
À la suite de la mort de son chien, Peggy, une secrétaire quadragénaire, décide de changer de vie.

## Fiche technique
- Titre : Year of the Dog
- Réalisation : Mike White
- Scénario : Mike White
- Musique : Christophe Beck
- Photographie : Tim Orr
- Montage : Dody Dorn
- Production : Jack Black, Dede Gardner, Ben LeClair et Mike White
- Société de production : Black & White Productions, Plan B Entertainment et Rip Cord Productions
- Société de distribution : Paramount Vantage (États-Unis)
- Pays :  États-Unis
- Genre : Comédie dramatique
- Durée : 97 minutes
- Dates de sortie : 
  -  États-Unis : 11 mai 2007

## Distribution
- Molly Shannon : Peggy
- Laura Dern (VF : Rafaèle Moutier) : Bret
- Regina King : Layla
- Tom McCarthy : Pier
- Josh Pais : Robin
- John C. Reilly : Al
- Peter Sarsgaard : Newt
- Amy Schlagel : Lissie
- Zoe Schlagel : Lissie
- Dale Godboldo : Don
- Inara George : Holly
- Liza Weil : Trishelle
- Audrey Wasilewski : Audrey
- Brenda Canela : Brenda
- Craig Cackowski : Craig
- Steve Berg : Steve
- Susan Mackin : Susan
- Chuck Duffy : Jeff
- Benjamin Koesling : Benjy
- Dominik Koesling : Benjy

## Accueil
Le film a reçu un accueil favorable de la critique. Il obtient un score moyen de 70 % sur Metacritic.